# Джигме Кхесар Намгьял Вангчук
Джигме Кхесар Намгьял Вангчук (дзонг-кэ འཇིགས་མེད་གེ་སར་རྣམ་རྒྱལ་དབང་ཕྱུག་, вайли jik mé khé sar nam gyel wang chuk, лат. Jí gé méi kǎi sà lǎng jié wàng chu kè; род. 21 февраля 1980, Тхимпху) — пятый король Бутана. Вступил на трон в 2006 году после отречения своего отца, четвёртого короля Джигме Сингье Вангчук в его пользу.

## Происхождение
Намгьял — старший сын короля Джигме Сингье Вангчук, его матерью является третья жена короля Аши Церинг Янгдон.
У него есть полнородные младший брат и младшая сестра, четыре единокровных сестры и единокровных брата от других жён короля.
Хотя его отец ранее объявил, что собирается передать ему трон в 2008 году, 14 декабря 2006 года он отрёкся от трона досрочно.

## Образование
Закончив основное обучение в Бутане, Намгьял прошёл обучение в нескольких колледжах США и Великобритании и защитил диссертацию по политологии в Оксфорде.
Он многократно выступал как представитель Бутана на международных мероприятиях.

## Король Бутана
14 декабря 2006 года отец отрёкся от престола в его пользу. Официальная коронация состоялась 6 ноября 2008 года. Являлся самым молодым из действующих монархов в мире до 25 июня 2013 года, когда эмиром Катара стал Тамим бин Хамад Аль Тани. А также был самым молодым руководителем государства в мире до 2011 года, когда его обошёл Ким Чен Ын.
Молодой король начал своё правление с демократизации своей страны, председательствуя на последних сессиях парламента, где обсуждались избирательные законы, земельная реформа и другие важные вопросы. Он заявил, что бутанцы ответственны за обеспечение демократии. Он много путешествовал, разъяснял и обсуждал с народом проект Конституции Бутана и поощрял участие народа в предстоящих демократических «учениях». Он продолжает проводить такие визиты, выступая в основном для бутанской аудитории, с целью стремиться к повышению стандартов в образовании, бизнесе, государственной службе и необходимости для народа маленькой страны. Король подписал новый договор о дружбе с Индией в феврале 2007 года, заменив договор 1949 года. Многие правительственные инициативы были предприняты новым королём с целью укрепления системы в рамках подготовки к демократическим изменениям в 2008 году. Конституция Бутана была принята 18 июля 2008 года новоизбранным парламентом.
Первым знаковым проектом короля после его официальной коронации стало возобновление в марте 2009 года Национального кадастрового учета, направленное на решение давних земельных вопросов, касающихся избыточных земель, которые затрагивают каждое бутанское домохозяйство. Изменение земельной реформы направлено на улучшение жизни людей, живущих в отдаленных и труднодоступных районах, с последующей реабилитацией. Пилотный проект по реабилитации в Хинаданге и Пемагатшеле был начат в июне 2011 года принцем Гьялтшабом Джигме Дорджи Вангчуком 28 октября 2014 года. Люди, проживающие в более труднодоступных районах страны, были переселены в село и обеспечены основными удобствами и услугами, а также поддержкой в сельском хозяйстве. Проект стал очень успешным. Аналогичные проекты были запущены в других частях страны.

## Личная жизнь
13 октября 2011 года 31-летний король Джигме Кхесар Намгьял Вангчук женился на 21-летней Джецун Пема. Королевская свадьба прошла в соответствии со сложным буддийским церемониалом.
5 февраля 2016 года у пары родился первенец и наследник Джигме Намгьел Вангчук.
19 марта 2020 года у пары родился второй сын Джигме Угъен Вангчук.
9 сентября 2023 года родилась первая дочь Сонам Янгден Вангчук, ставшая третьим ребёнком пары.